# Стенико
Стенико (итал. Stenico) — коммуна в Италии, располагается в провинции Тренто области Трентино-Альто-Адидже.
Население составляет 1178 человека (2021 г.), плотность населения составляет 23 чел./км². Занимает площадь 49 км². Почтовый индекс — 38070. Телефонный код — 0465.
Покровителем коммуны почитается святой Вигилий из Тренто, празднование 26 июня.

## Демография
Динамика населения:

## Администрация коммуны
- Официальный сайт: http://www.comune.stenico.tn.it/